# Herrberga församling
Herrberga församling var en församling i Linköpings stift inom Svenska kyrkan. Församlingen låg i Mjölby kommun. Församlingen uppgick 1 januari 2010 i Veta församling.
Församlingskyrka var Herrberga kyrka.
Folkmängd i församlingen var 2006 198 invånare.

## Administrativ historik

Herrberga Församling vapen

Församlingen har medeltida ursprung.
Församlingen utgjorde under medeltiden ett eget pastorat för att därefter vara annexförsamling i pastoratet Normlösa och Herrberga som 1 maj 1934 utökades med Vallerstads och Järstads församlingar. Från 1962 till 2002 var församlingen annexförsamling i pastoratet Veta, Viby och Herrberga, för att från 2002 vara annexförsamling i Vifolka pastorat. Församlingen uppgick 2010 i Veta församling.
Församlingskod var 058619.

## Komministrar
| Ämbetstid | Namn                        | Levnadstid | Övrigt                                          |
| --------- | --------------------------- | ---------- | ----------------------------------------------- |
| 1322      | Suno                        |            | Curatus.                                        |
| 1551      | Laurentz                    |            |                                                 |
| 1635–1651 | Jonas Petri Falkius         | –1663      | Senare kyrkoherde i Kullerstads församling.     |
| 1652–1665 | Nicolaus Insulpontanus      | 1622–1689  | Senare kyrkoherde i Gårdeby församling.         |
| 1665–1669 | Petrus Landelius            | 1628–1695  | Senare kyrkoherde i Löts församling.            |
| 1670–1692 | Olaus Magni Normander       | 1639–1692  |                                                 |
| 1694–1713 | Benedictus Sylvenius        | 1662–1713  |                                                 |
| 1715–1722 | Petrus Belnerus             | 1686–1722  |                                                 |
| 1722–1736 | Johan Könsberg              | 1694–1745  |                                                 |
| 1736–1760 | Johan Regnér                | 1705–1760  |                                                 |
| 1761–1771 | Johan Huss                  | 1720–1771  |                                                 |
| 1772–1789 | Johan Fogelstrand           | 1740–1808  | Senare kyrkoherde i Skeppsås församling.        |
| 1789–1825 | Lars Peter Göthe            | 1756–1825  |                                                 |
| 1826–1837 | Anders Peter Kurman         | 1791–1837  |                                                 |
| 1840–1856 | Carl Peter Hägerström       | 1798–1863  | Senare kyrkoherde i Östra Tollstads församling. |
| 1856–1860 | Johan Theodor Oskar Waldner | 1822–1890  | Senare kyrkoherde i Flisby församling.          |
| 1861–1875 | Carl Fredrik Petersson      | 1830–1901  | Senare kyrkoherde i Tåby församling.            |
| 1875–1906 | Karl Peter Fröst            | 1847–1906  |                                                 |

## Klockare och organister[7]
| Verksam   | Namn                  | Levnadstid   | Övrigt                |
| --------- | --------------------- | ------------ | --------------------- |
| 1688      | Bengt                 | –1688        | Klockare              |
|           | Nils Nilsson Pilström | 1671–1741    | Klockare              |
|           | Sven Johansson        | ca 1723–1772 | Klockare              |
|           | Anders Pilgren        | ca 1734–1774 | Klockare              |
|           | Lars Åberg            | 1739–1784    | Klockare              |
| –1795     | Fredrik Lifgren       | 1762–1795    | Klockare              |
| 1797–1844 | Nils Nyberg           | 1764–1855    | Klockare och organist |
| 1844–1854 | Nils Johan Nyberg     | 1825–        | Klockare och organist |
| –1893     | August Wallgren       | 1831–1893    | Klockare och organist |
| –1898     | Karl Johan Strand     | 1856–        |                       |
|           | Ludvig Svensson       |              |                       |
| 1903–1931 | Henrik Karlsson Thyrs | 1882–1931    |                       |
| 1932–1975 | Harry Milbrink        | –1983        |                       |